# Stephanopachys substriatus
Stephanopachys substriatus is een keversoort uit de familie boorkevers (Bostrichidae). De wetenschappelijke naam van de soort is voor het eerst geldig gepubliceerd in 1800 door Paykull.